# Црква вазнесења Христовог у Чајничу
Црква вазнесења Христовог у Чајничу је црква Српске православне цркве који се налази у општини Чајниче у Републици Српској у Босни и Херцеговини. Црква је смјештена у порти цркве Успећа Богородице и припада митрополији дабробосанској.

## Историја
О настанку ове цркве данас нема поузданих података, али постоји податак да је обновљена 1893. године и да је служила као парохијална црква све до изградње нове цркве. Већина истраживача су мишљења да је ова црква знатно старија, што се може видјети из одређених записа у више наслова. Један од таквих записа се налази у књизи „Књига Златоуст” са краја 15. вијека или почетка 16. вијека. Из њега се види да је црква са истом храмовном посветом постојала у Чајничу средином 18. вијека. Такође, из записа у књизи „Општи минеј“ из 1651. године, стоји натпис двојице власника књиге, јереја Јове Верговића из 1833. године и запис из исте године о Градашчевићевој буни.
Судећи према њеном спољном изгледу и неким другим карактеристикама, може се рећи да је објекат знатно старији. Ово се прије свега односи на слабо урађену фасаду, једноставан конструктивни систем и чињеницу да је ниво пода укопан у односу на ниво терена.
Свештеник П. Комадановић је 1891. године у часопису „Босанска вила” навео сљедеће: „Ко је цркву саградио и каде, управо се не зна. Судећи по народном предању, по форми и величини грађевине, држим да је подигнута трудом и прилозима побожних Хришћана из мјеста и околице. Што се тиче доба њезина постанка то ће нам расвијетлити султанов ферман који се срећом сачувао у оригиналу код овдашње српско-православне општине. Он датира преко 300 година и њиме се допушта народу да кров на овој цркви обнови”.
У истом чланку спомиње се једна стара рукописна забиљешка, која се налази на претпосљедњем листу старог Еванђеља, које је писано 1513. године, и која спомиње 1578. годину и „храм успијења Богом” у Чајничу. Пријашња грађевина је била исте ширине и висине као и објекат обновљен 1893. године, али је њена дужина била за 2,50 m краћа, а овом продужетку била су додата још једна врата и један прозор са западне стране.
За вријеме Другог свјетског рата, између 11. и 12. априла 1943. године, црква је страдала од експлозије и од ње су остали сачувани само зидови.
Послије рата, 1946. године, обновљена је у истом облику као и раније, са једном разликом у крову који је подигнут на виши ниво, доадавајући три реда камена.
Иконостасну преграду Цркве Вазнесења Христовог чине Царске двери са сценом Благовијести. Изнад њих је кружна икона. Рађена је техником уља на платну. Уоквирена је дрвеним оквиром. На њој је представљена сцена Успења Пресвете Богородице. Простор изнад прекрива велика сцена Тајне вечере.
Дио иконостаса испод сцене Тајне вечере, а поред Царских двери је прекривен ламперијом. На њу су причвршћене сљедеће иконе: Свети Никола, Света Три Јерарха, Свети Архиђакон Стефан, Свети Георгије, Свети Игњатије, Христос као цар и велики архијереј, Пресвета Богородица, Света Великомученица Варвара, Свети Арханђел Михајло.